# David Michael Jacobs
David Michael Jacobs é um historiador norte-americano. É professor aposentado da Universidade Temple. Jacobs é notório no campo da ufologia por suas pesquisas e autoria de livros sobre o assunto de alegadas abduções alienígenas. Possui mais de cinquenta anos de pequisas sobre Objeto voador não identificado (UFO).

## Publicações
- Jacobs, David Michael (1975). The UFO Controversy in America. Foreword by J. Allen Hynek. Bloomington, IN: Indiana University Press. ISBN 0-253-19006-1. LCCN 74011886. OCLC 1120938
- Jacobs, David M. (1992). Secret Life: Firsthand Accounts of UFO Abductions. Foreword by John E. Mack. New York: Simon & Schuster. ISBN 0-671-74857-2. LCCN 91045662. OCLC 25130658
- —— (1998). The Threat. The Secret Alien Agenda: What the Aliens Really Want...And How They Plan to Get It. New York: Simon & Schuster. ISBN 0-684-81484-6. LCCN 97027040. OCLC 37315300
- Jacobs, David M., ed. (2000). 'UFOs and Abductions: Challenging the Borders of Knowledge. Lawrence, KS: University Press of Kansas. ISBN 0-7006-1032-4. LCCN 00028970. OCLC 43615835
- Jacobs, David M. (2015). Walking Among Us: The Alien Plan to Control Humanity. San Francisco, CA: Disinformation Books. ISBN 1-9388-7514-1